# HK G36
Heckler & Koch Gewehr 36, G36 — семейство стрелкового оружия, разработанное в начале 1990-х немецкой компанией Heckler & Koch, под внутрифирменным обозначением HK 50,  для замены хорошо известной автоматической винтовки HK G3.
С конструктивной точки зрения механика оружия представляет собой вариант винтовки AR-18, разработанной в начале 1960-х годов в США, но изготовленный с широким использованием современных материалов, в том числе — высокопрочных полимеров для ствольной коробки.

## История
Поиск замены G3 начался в 1970 году, когда были сформулированы тактико-технические требования к новому автомату. Контракт на её разработку получила Heckler & Koch, за 18 лет создавшая автомат G11 под безгильзовый патрон. Однако G11 на вооружение не поступила, и в 1992 году бундесвер вернулся к вопросу замены HK G3.
На это были следующие причины:
1. К 1990-м годам армии всех ведущих стран перешли к автоматам под малоимпульсный патрон. Только Германия сохранила приверженность к патрону 7,62×51 мм НАТО, что к этому времени противоречило программе стандартизации НАТО, где патрон 7,62×51 мм рекомендовался для единых пулемётов и снайперских винтовок.
2. Изменились задачи Бундесвера. После распада СССР и прекращения деятельности ОВД военная доктрина ФРГ радикально изменилась. Первоочередными целями бундесвера стали миротворческие и антитеррористические операции, борьба с наркотрафиком и контрабандой. Это потребовало высокой надёжности оружия при любом климате: в горах и пустынях, при сильной запылённости, при длительном отсутствии надлежащего обслуживания и смазки. Тяжёлая и громоздкая G3 мало подходила для данных целей и условий, а эффективность стрельбы очередями при столь мощном патроне оставляла желать лучшего.
3. Помимо морального старения, системы пехотного оружия (P1, MP2, HK G3, MG3) выработали свой ресурс физически и требовали замены. Возобновлять производство устаревших систем вооружения для замены изношенных образцов было неразумно.

Финансовая ситуация Бундесвера в начале 1990-х годов существенно отличалась от положения 1970-80-х годов и поэтому было принято решение не финансировать разработку новых моделей стрелкового вооружения, а произвести закупку уже имеющихся на рынке образцов. Это предусматривали разработанные 1 сентября 1993 года тактико-технические требования к автомату и ручному пулемёту. Отбор моделей винтовок для участия в конкурсе проводила специальная рабочая группа, в которую входили представители ВВС и ВМС. Группа произвела отбор 10 моделей автоматов и 7 моделей ручных пулемётов. После предварительного этапа остались 2 системы — австрийская Steyr AUG и немецкая HK50. После проведения сравнительных тестов на полигоне WTD91, военные остановили свой выбор на винтовке HK50 и ручном пулемёте MG50 (внутрифирменные обозначения G36 и MG36 соответственно) на её основе. Винтовка фирмы Heckler & Koch показала лучшие характеристики, баллистические показатели, а также простоту и надежность в эксплуатации.
В 1995 г. штурмовая винтовка G36 была принята на вооружение Бундесвера, а в 1999-м — на вооружение вооруженных сил Испании. Кроме того G36 используется полицией Великобритании, поставляется ряду других стран для правоохранительных органов и военных структур.
В 2009 году производство G-36 по лицензии было освоено в Саудовской Аравии (однако часть деталей для них импортные, поставляются из ФРГ).
В марте 2015 года немецкое федеральное правительство и минобороны признали, что G36 имеет достаточно большие проблемы с точностью, и её применение следует ограничить по причине перегрева при продолжительной стрельбе или при высокой температуре воздуха. В апреле 2015 Министерство обороны Германии объявило о решении постепенно снять с вооружения все 167 000 винтовок G36.

## Конструкция
В отличие от предыдущих разработок, имеющих автоматику с полусвободным затвором, G36 имеет сходную с американскими винтовками AR-18 автоматику на основе газового двигателя с коротким ходом газового поршня. Запирание ствола производится поворотом затвора на 7 боевых упоров, как и в AR-18. Расположенная на верхней части ствольной коробки рукоятка взведения может отгибаться в обе стороны примерно на 90 градусов, обеспечивая удобство использования оружия как правшами, так и левшами. В походном же положении она устанавливается параллельно оси оружия.
Крепящийся к ствольной коробке при помощи поперечных штифтов ударно-спусковой механизм выполнен в виде единого блока с пистолетной рукояткой и спусковой скобой. Сам ударно-спусковой механизм имеет несколько вариантов, различающихся возможностью стрельбы очередями с отсечкой по 3 патрона. Предохранитель-переводчик режимов — флажкового типа, выведен на обе стороны оружия.
Фурнитура автомата выполнена из армированного стекловолокном пластика. Благодаря тому, что цевьё крепится к ствольной коробке штифтами, для неполной разборки автомата необходимо лишь надавить пальцами на штифты, чтобы вытолкнуть их из отверстий. Магазины выполнены из прозрачной пластмассы для контроля за расходованием боеприпасов, а также имеют специальные крепления, при помощи которых можно объединять магазины парами для ускорения перезарядки.
Прицельные приспособления расположены в задней части ручки для переноски, находящейся на верхней стороне ствольной коробки, и включают в себя оптический и коллиматорный прицелы. Оптический прицел Hensoldt HKV простой оптической системы имеет 3,5× увеличение. Шкала поправок и дальномерная сетка, размечены до 800 м. Коллиматорный прицел Zeiss «красная точка» оснащен светонакопительной системой, позволяющей ему работать при дневном освещении без использования источников питания, (для работы в ночное время используется принудительная подсветка с питанием от батарейки). Коллиматорный прицел установлен на верхней части оптического прицела и используется для стрельбы на дистанции до 200 метров. У современной модификации G36A2 над оптическим прицелом установлена стандартная направляющая Пикатинни, на которую ставится коллиматорный прицел Zeiss RSA-S. Экспортные версии имеют только оптический прицел с увеличением 1,5×(опционально 3×). Так же независимо от модификации на верху рукоятки переноски выполнены простейшие, отлитые заодно с ручкой открытые прицельные приспособления (мушка и целик). На рукоятку переноски может устанавливаться ночной модуль NSA-80, таким образом, что его оптический выход совмещается с объективом оптического прицела, давая возможность использовать штатную прицельную марку. Крепление NSA-80 выполняется за несколько секунд специальным поворотным зажимом, и не требует пристрелки.
На G36 может устанавливаться гранатомёт HK AG36 или штык-нож, также имеется возможность стрельбы винтовочными гранатами.

## Варианты

### Основные
G36 — базовый вариант, автоматическая винтовка.
G36K (Kurz) — укороченный вариант, автомат со стволом длиной 320 мм.
G36C (Compact) — автомат со стволом длиной 228 мм и планкой Пикатинни для крепления различных прицелов вместо рукоятки для переноски.

### Модернизированные
G36A1 — модернизированный вариант. Поставляется в войска с 2002 года. Модификация G36A1 никак внешне не отличается от G36 кроме маркировки на ствольной коробке. Внутри она отличается изменённой газоотводной системой, конструктивно позволяющей устанавливать на винтовку 40-мм подствольный гранатомёт взамен цевья.
G36A2 — вторая модернизация винтовки (2004 год). Имеет новый коллиматорный прицел и изменённое цевьё с шиной для монтажа тактических аксессуаров (обычно это ЛЦУ LLM-01).
G36KA1 и G36KA2 — модернизированые укороченные версии. Планка «Пикатинни», шина для аксессуаров под цевьём, возможна установка глушителя. В отличие от KA2 вариант KA1 не имеет встроенного оптического прицела.

### Экспортные
G36V и G36KV (ранее обозначались как G36E и G36KE) — экспортные варианты, отличающиеся наличием только оптического прицела кратностью 1,5Х.
G36KV2 — экспортный вариант G36K, отличающийся установкой «высокой» направляющей пикатинни вместо рукоятки для переноски сверху ствольной коробки. Направляющая не оснащена какими либо прицельными приспособлениями, а вместо них используется тонкий продольный паз. Кроме того на модификации KV2 на штатный рамочный приклад устанавливается «подщечник».
G36KV3 — наиболее нестандартный экспортный вариант G36, отличающийся 16 дюймовым стволом (407 мм, у обычной G36 — 480, а у G36K — 318) c штатным щелевым пламегасителем и креплением штык-ножа; модифицированным газоотводным блоком; «низкой» направляющей пикатинни из алюминия со складными несъемными прицельными приспособлениями, включающими мушку и диоптр,; а также телескопическим складным прикладом.
G36KA4 — экспортный вариант, состоящий на вооружении литовской армии, отличается от стандартной G36 установкой алюминиевого цевья и алюминиевой направляющей пикатинни с интегрированными прицельными приспособлениями, производства компании Brugger&Thomet.

### Другие
HK MG36 — ручной пулемёт на базе G36. Имеет утяжелённый ствол возле патронника и сошки. Произведено несколько сотен в 1995 году и в том же году был отменен серийный выпуск, по причине неудовлетворенности солдат Бундесвера продолжительностью непрерывного огня.
HK SL8 — самозарядная винтовка для гражданского рынка.
HK SL9SD — снайперская винтовка с глушителем, созданная на базе SL8, под патрон 7,62×37 мм (разработан H&K на основе патрона .300 Whisper). Глушитель не только снижает шум выстрела, но и модифицирует его таким образом, чтобы он не был похож на обычный звук выстрела. Используется немецким спецподразделением GSG 9.
| Характеристики         | Характеристики |
| ---------------------- | -------------- |
| Длина, мм              | 1150           |
| Высота с прицелом, мм  | 270            |
| Ширина с прицелом, мм  | 58             |
| Масса с глушителем, кг | 4,6            |
| Ёмкость магазина       | 10 патронов    |

HK243 S SAR (Semi Automatic Rifle) и HK243 S TAR (Tactical Automatic Rifle) — самозарядные винтовки для гражданского рынка. Отличаются друг от друга прикладом (складной регулируемый по длине у TAR и складной нерегулируемый у SAR), цевьём (наличие планок Пикатинни у TAR), пламегасителем (отсутствует у SAR).
| Характеристики             | HK243 S SAR | HK243 S TAR |
| -------------------------- | ----------- | ----------- |
| Длина, мм                  | 912/667     | 852/681     |
| Длина ствола, мм           | 421         | 453         |
| Высота с прицелом, мм      | 234         | 215         |
| Ширина, мм                 | 65          | 65          |
| Масса без магазина, кг     | 3,21        | 3,62        |
| Масса пустого магазина, кг | 0,07        | 0,07        |
| Прицел                     | Диоптрийный | Диоптрийный |
| Длина прицельной линии, мм | 267         | 290         |
| Ёмкость магазина           | 10 патронов | 10 патронов |

Также на основе G36 были разработаны автоматы HK XM8 и HK416.

## Перегревы
В апреле 2012 появились отзывы от немецких военных о том что используемые в Афганистане винтовки G36 перегреваются в области цевья в ходе продолжительных перестрелок, при непрерывном отстреле 150 патронов. Перегрев влияет на точность стрельбы G36, создавая трудности для поражения целей дальше 100 метров, делает винтовку неэффективной после 200 метров и неспособной вести эффективный огонь на дальности 300 метров. Кроме того, значительно возрастает опасность перекосов и заклинивания стрелкового оружия, а также вероятность сильных ожогов.
Винтовки серии G36 были названы не выдерживающими длительные перестрелки. Представители HK заявили что винтовка не была создана для непрерывного, продолжительного огня.
Командование военных операций Германии в Афганистане обнародовало указание военнослужащим, требующее обязательного охлаждения Heckler & Koch G36. Согласно новому указанию, после длительной стрельбы солдат должен дать стволу оружия остыть настолько, чтобы его можно было касаться не обжигаясь. При выполнении этого требования можно избежать возможных травм, а также снижения эффективности огня G36. Точность на дальность 300 метров падала на 30 % (2012).
В декабре 2013 года фирма Metallwerk Elisenhütte, которая в течение длительного времени снабжала патронами немецкую армию и полицию, взяла на себя вину за причины быстрых перегревов стволов HK G36. После продолжительных расследований независимых экспертов Ernst-Mach-Institut и Fraunhofer-Gesellschaft сделали вывод, что единые поставки патронов немецким войскам в Афганистане от разных производителей (в том числе бракованных и некачественных) являются причиной перегревов винтовок (при стрельбе некачественными патронами создается завышенная температура в стволе). И поскольку канал ствола хромирован, столь быстрый перегрев из-за самого ствола маловероятен.
В июне 2014 года закупки новых партий винтовок были приостановлены. В 2015 году, после нескольких месяцев расследования, федеральное правительство официально признало проблемы с точностью винтовки G36, возникающие вне зависимости от качества используемых боеприпасов. Выяснилось, что при интенсивной стрельбе в жарких климатических условиях может возникать критическая деформация пластикового корпуса оружия.

## Страны-эксплуатанты
- Албания: армейский спецназ (HK G36C).
- Австралия: с 2007 года партия G-36C[25] имеется на вооружении столичного спецподразделения «Specialist Response Group» федеральной полиции, в 2008 году ещё одна партия G-36C была закуплена для спецподразделения "Australian Federal Police International Deployment Group", обеспечивающих охрану посольств за границей[26]
- Бразилия: Антитеррористическое подразделение, BOPE, GPI.
- Великобритания: английская полиция: Лондон, Брайтон; личная охрана премьер-министра (PMC).
- Восточный Тимор: охрана Президента (Security Guard Of President), Полицейское подразделение GNR (вариант HK G36C).
- Германия: используется в Бундесвере, KSK, боевыми пловцами и военной полицией, GSG 9, бойцы SEK и австралийского CPP охраняют сотрудников австралийского и немецкого посольства в Багдаде, BKA (охрана вип персон в Ираке).
- Гайана: полиция: Охрана стадиона, где выступает президент Гайаны.
- Грузия: в период до начала боевых действий в Южной Осетии из ФРГ было получено около 200 шт. автоматов G36С, которые поступили на вооружение охраны президента и спецподразделений[27].
- Индонезия
- Иордания: Royal Special Force (RSF), Полиция: Анти-террор.
- Ирак: охрана ВИП персон.
- Ирландия
- Испания: армейский спецназ (в том числе Испанский легион), ВВС, полицейские спецподразделения (BBT, CNP), полицейский спецназ «Ertzaintza» (HK G36C).
- Италия: Col Moschin.
- Канада: спецподразделение полиции Kingston Police Emergency Response Unit.
- Кипр
- Латвия: с 1 ноября 2006 года[28] поступает в вооружённые силы[29] и полицейский спецназ (G36KV3).
- Ливан: спецподразделение.
- Литва: вооружённые силы (G36KA4, G36KA4M1), погранслужба, Союз стрелков Литвы, полиция.
- Малайзия
- Мексика: Мексиканская федеральная полиция[30]
- Нидерланды
- Норвегия: подразделение береговых егерей KJK и мотострелковый батальон «Телемарк» использовали G36KV2 c 2001 по 2007 годы, заменена на HK416.
- Польша: спецподразделения полиции[31], пограничная охрана, специальное подразделение Formoza.
- Португалия: коммандос ВВС, TACP: авианаводчики.
- Саудовская Аравия: Вооружённые силы Саудовской Аравии (G36C)[32]
- Румыния
- Сингапур
- Словакия
- Словения
- США: Полиция: US Capitol Police, MD Baltimor City SWAT, CA North Country Orange SWAT, Iowa Cedar Rapid Special Response Team, Санта-Моника, частные охранные структуры.
- Таиланд: рейнджеры, Спецназ ВМС, Военная Полиция, Navy SF.
- Тринидад и Тобаго: спецподразделения
- Уругвай: армейский спецназ.
- Филиппины
- Финляндия
- Франция: полиция: GIPN, RAID, GSPR, охрана посольства в Кабуле, EPIGN: Охрана ВИП.
- Хорватия: армейский спецназ[33] и военная полиция[34]
- Чили
- Швеция: полиция (АТ, NI).
- Эквадор: спецназ (на учениях 2010 Fuerzas Comando).
- Эстония
- ООН: несколько автоматов HK G36 KE было передано на вооружение полицейской группе UN SPECIAL TEAM SIX (25 чел.) в составе миссии ООН в Косово (UNMIK)[35].

## В массовой культуре
- В серии игр S.T.A.L.K.E.R. оружие представлено под названием ГП37: его стоимость достаточно высока, равно как и характеристики оружия (точность стрельбы и надёжность). Автомат предусматривает использование сдвоенного оптического и коллиматорного прицела, а также бронебойных патронов 5,56x45 мм, но игровой вариант предлагается без подствольного гранатомёта AG36. Установка гранатомета возможна при замене соответствующего параметра в конфигурационном файле оружия с 0 на 2, но тогда на автомат можно будет установить М-203, а не AG-36 (он же М-320 в ВС США), что невозможно в реальности. Журнал «Мастер-ружьё» в 2009 году называл это оружие лучшим в серии игр[36].